# Happy Valley AA

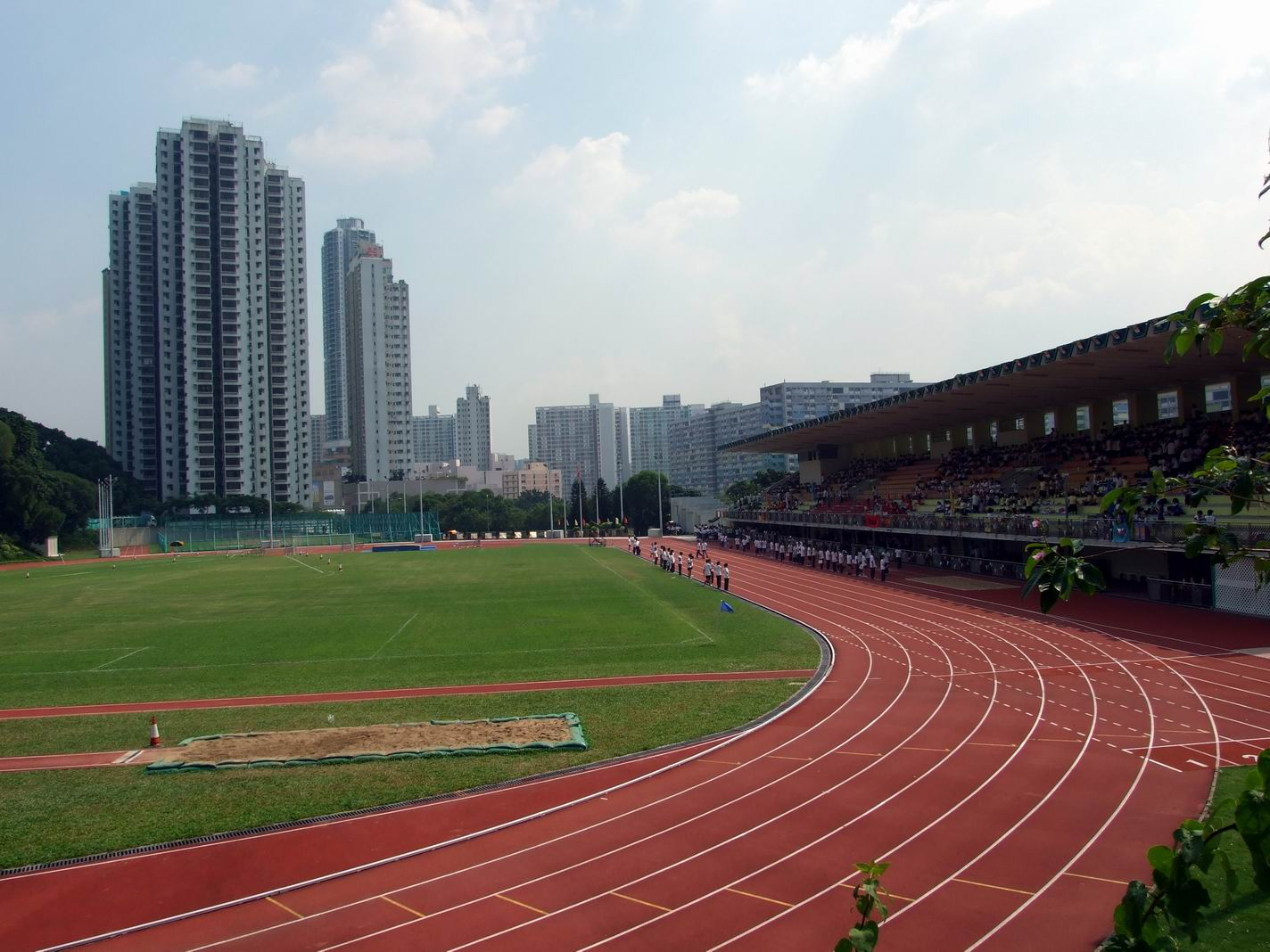
Hammer Hill Road Sports Ground – HVAA-Heimstadion Saison 2019/20, Kowloon 2008

Happy Valley AA, kurz HVAA (chinesisch 愉園體育會 / 愉园体育会, Pinyin Yúyuán Tǐyùhuì, Jyutping Jyu4jyun4 Tai2juk6wui2, englisch Happy Valley Athletic Association) ist eine Verbandsmannschaft aus Hongkong und wurde 1950 gegründet, benannt nach dem gleichnamigen Stadtteil „Happy Valley“ auf Hong Kong Island. Die vereinseigene Fußballmannschaft spielt aktuell in der höchsten Liga der Stadt, der Hong Kong Premier League. (Stand 2019/20) Happy Valley (愉園 – „wörtlich Fröhlicher Garten“, lokaler Spitzname 快活谷 – „Fröhliches Tal“), wie die Mannschaft von den Einheimischen umgangssprachlich auch genannt wird, ist neben South China AA einer der erfolgreichsten in der Geschichte des Fußballs in Hongkong, bis die Mannschaft 2010/11 in die zweite Liga abstieg. In der über sechzigjährigen Vereinsgeschichte ist die Anzahl der Vizemeisterschaften größer als die der gewonnenen Meisterschaften. Der größte Kontinentale Erfolg war das Erreichen des Viertelfinals im Pokal der Pokalsieger Asiens 1998/99. Nach zwei Jahren in der HKPL mit dem neuen Finanzgeber Zhishi CHEN steigt der Verein zur Saison 2021/22 aus finanziellen Gründen – wirtschaftlich geschwächt aufgrund der Folgen der COVID-19-Pandemie – freiwillig in der Hong Kong First Division League ab.
Der Happy Valley Football Club Limited (Happy Valley FC), eine rechtlich unabhängige Abteilung des Sportvereins Happy Valley Athletic Association Limited (Happy Valley AA), meldet am 6. Dezember 2023 Insolvenz. Der Fußballverein wurde aufgrund nicht gezahlte Gehälter an einem ehemaligen Spieler des Vereins vom Hongkonger Gericht zur Abwicklung des Vereins verurteilt. Als einer der ältesten Fußballvereine Hongkongs verabschiedet sich der traditionsreiche Fußballklub von der Hongkonger Fußballszene.

## Stadion

### Heimstadion
Der Verein hat kein eigenes Heimstadion und trägt seine Heimspiele seit der Saison 2019/20 auf dem Sportplatz der Hammer Hill Road Sports Ground ⊙ (斧山道運動場) aus, nahe dem Diamond Hill im Distrikt Wong Tai Sin im Osten der Halbinsel Kowloon. Der Hammer Hill Road Sports Ground hat eine maximale Kapazität von 2.200 Sitzplätze. Der Eigentümer des im September 1989 eröffneten Stadions ist das Hong Kong Government und der Betreiber ist das Leisure and Cultural Services Department, kurz LCSD (康文署). In der Vergangenheit trug die Mannschaft seine Heimspiele im Siu Sai Wan Sports Ground sowie im Tai Po Sports Ground als auch im Mong Kok Stadion (MKS) aus.

## Vereinserfolge

### National

#### Liga
- Hong Kong First Division League

Meister 1964/65, 1988/89, 1998/99, 2000/01, 2002/03, 2005/06, 2018/19  ▲
Vizemeister 1959/60, 1960/61, 1961/62, 1963/64, 1965/66, 1974/75, 1977/78, 1978/79, 1979/70, 1981/82, 1985/86, 1987/88, 1990/91, 1999/00, 2001/02, 2004/05, 2012/13

#### Pokal
- Hong Kong Senior Challenge Shield

Sieger: 1969/70, 1977/78, 1982/83, 1989/90, 1997/98, 2003/04
Finalist: 1966/67, 1983/84, 1984/85, 1987/88, 1994/95, 1999/00, 2002/03, 2004/05, 2005/06
- Hong Kong FA Cup

Sieger: 1999/00, 2003/04
Finalist: 1986/87, 1993/94, 2004/05, 2005/06, 2006/07
- Sapling Cup

Finalist: 2020/21
Quelle: RSSSF – The Rec.Sport.Soccer Statistics Foundation

## Trainer seit 2005
| Name                    | von             | bis             |
| ----------------------- | --------------- | --------------- |
| Wong Yiu Shun           | 1. Juli 2005    | 30. Juni 2006   |
| José Ricardo Rambo      | 1. Juli 2006    | ? ? 2006        |
| Lo Kai Wah              | ? ? 2006        | ? ? 2007        |
| Chan Hung Ping          | ? ? 2007        | ? ? 2008        |
| Wong Yiu Shun           | ? ? 2008        | ? ? 2009        |
| He Jianbo & Cheng Qiang | ? ? 2009        | ? ? 2013        |
| Sergio Timoner          | ? Juli 2013     | 8. Oktober 2013 |
| Paul Foster             | 9. Oktober 2013 | ? ? 2015        |
| Poon Man Tik            | 20. Januar 2015 | ? ? 2016        |
| Shum Kwok Pui           | ? ? 2016        | ? ? 2019        |
| Pau Ka Yiu              | ? ? 2019        | heute           |